# Poropoea tomapoderus
Poropoea tomapoderus is een vliesvleugelig insect uit de familie Trichogrammatidae. De wetenschappelijke naam is voor het eerst geldig gepubliceerd in 1994 door Luo & Liao.